# Morte endouterina fetale
La morte endouterina fetale (MEF) è la morte del feto in utero. Viene definita in numerosi modi diversi, solitamente basati sull'età gestazionale e sul peso fetale, variabili a seconda della legislazione di ogni paese.
In Italia è quella che avviene dopo la 22ª settimana di età gestazionale e che si distingue dall'aborto fetale interno, che avviene in età gestazionali anteriori. Nei paesi anglofoni è definita a partire da 20ª a 28ª settimana di gravidanza. Ne risulta un bambino nato senza segni di vita. Questo fenomeno spesso si associa a un grave senso di depressione da parte della madre.
Il termine è in contrasto con l'aborto spontaneo che è una perdita precoce della gravidanza e un parto in cui il bambino è nato vivo, anche se muore poco dopo. Spesso la causa è sconosciuta. Le cause possono includere complicanze della gravidanza come preeclampsia e complicazioni al parto, problemi con placenta o cordone ombelicale, difetti alla nascita, infezioni come malaria e sifilide e scarsa salute nella madre. I fattori di rischio comprendono l'età di una madre oltre i 35 anni, il fumo, l'uso di droghe, l'uso della tecnologia di riproduzione assistita e la prima gravidanza. La morte fetale può essere sospettata quando non si avverte alcun movimento fetale. La conferma è data dall'ecografia.
La prevenzione in tutto il mondo della maggior parte dei nati morti è possibile con sistemi sanitari migliorati. Circa la metà dei nati morti si verificano durante il parto, essendo questo più comune nel mondo in via di sviluppo che in quello sviluppato. Altrimenti, a seconda di quanto è lungo la gravidanza, i farmaci possono essere utilizzati per iniziare il travaglio o un tipo di intervento noto come dilatazione ed evacuazione. A seguito di una MEF, le donne sono a maggior rischio di un altro episodio di MEF; tuttavia, la maggior parte delle gravidanze successive non ha problemi simili. Depressione, problemi finanziari e disgregazione della famiglia sono spesso causati da episodi di MEF.

## Cause
Non esiste, al 2016, nessun sistema di classificazione internazionale per classificare le cause di MEF. Le cause di un'alta percentuale di MEF sono sconosciute, anche nei casi in cui sono stati eseguiti test estesi e autopsia. Un termine raramente usato per descriverli è "sindrome della morte prenatale improvvisa" o SADS, un'espressione coniata nel 2000. Molti casi di MEF si verificano con madri apparentemente sane e una valutazione post mortem rivela una causa di morte in circa il 40% dei casi sottoposti a autopsia:
Si ritiene che circa il 10% dei casi sia dovuto a obesità, pressione alta o diabete.
Altri fattori di rischio includono:
- infezione batterica, come la sifilide[6]
- malaria
- difetti alla nascita, in particolare ipoplasia polmonare
- aberrazioni cromosomiche
- ritardo della crescita
- colestasi intraepatica della gravidanza
- diabete materno
- consumo materno di droghe ricreative (come alcol, nicotina, ecc.) o farmaci controindicati in gravidanza
- dopo la gravidanza
- distacchi di placenta
- trauma fisico
- avvelenamento da radiazioni
- Anemia emolitica
- celiachia
- mutilazione genitale femminile
- Aggrovigliamento del cordone ombelicale in gravidanza gemellare al momento del taglio cesareo
- incidenti del cordone ombelicale

Prolasso del Cordone ombelicale - Il prolasso del cordone ombelicale si verifica quando il feto non si trova in una posizione corretta nella pelvi. Le membrane si rompono e il cordone viene espulso attraverso la cervice. Quando il feto spinge sulla cervice, il cordone viene compresso e blocca il flusso di sangue e ossigeno verso il feto. La madre ha circa 10 minuti per andare da un medico prima che ci sia qualche danno al feto.
Gemelli monoamniotici - Questi gemelli condividono la stessa placenta e lo stesso sacco amniotico e quindi possono interferire con i cordoni ombelicali degli altri. Quando viene rilevato l'intreccio dei cordoni, è altamente consigliato indurre il parto già a 31 settimane.
Lunghezza del cordone ombelicale - Un cordone ombelicale corto (<30 cm) può influenzare il feto in quanto i movimenti fetali possono causare compressione del cordone, costrizione e rotture. Un cordone ombelicale lungo (> 72 cm) può influire sul feto a seconda del modo in cui il feto interagisce con esso. Alcuni feti afferrano il cordone ombelicale tuttavia non si sa ancora se un feto sia abbastanza forte da comprimere e fermare il flusso sanguigno attraverso il cavo. Inoltre, un feto attivo, uno che si riposiziona frequentemente nell'utero, può causare l'intrappolamento con il cavo. L’iperattività del feto deve essere valutata attraverso un ultrasuoni per escludere l'entanglement del cavo.
Intreccio del cordone ombelicale - Il cordone ombelicale può avvolgere un'estremità, il corpo o il collo del feto. Quando il cordone è avvolto attorno al collo del feto, è chiamato corda nucale. Questi intrecci possono causare la costrizione del flusso di sangue al feto. Essi possono essere rilevati con gli ultrasuoni.
Torsione - Questo termine si riferisce alla torsione del cordone ombelicale su se stesso. La torsione del cordone ombelicale è molto comune (specialmente nelle morti endouterine equine) ma non è suo stato naturale. Il cordone ombelicale può essere dipanato durante il parto. In media, il cordone ombelicale presenta tre torsioni.
Una madre che dorme sulla schiena dopo 28 settimane di gravidanza può essere un fattore di rischio per la nascita di feti morti. Dopo un MEF c'è un rischio del 2,5% di un episodio di MAF nella prossima gravidanza (un aumento del rischio di 0,4%).

## Diagnosi
Non si sa quanto tempo sia necessario per la morte di un feto. Il comportamento fetale è consistente e un cambiamento nei movimenti del feto o nei cicli sonno-veglia può indicare una sofferenza fetale. Una diminuzione o cessazione delle sensazioni di attività fetale può essere un'indicazione di sofferenza fetale o morte, anche se non è del tutto raro che un feto sano mostri tali cambiamenti, in particolare verso la fine di una gravidanza quando c'è molto meno spazio nell'utero . Tuttavia, l'esame medico, incluso un test senza sforzo, è raccomandato in caso di qualsiasi tipo di cambiamento nella forza o nella frequenza dei movimenti fetali, in particolare una cessazione completa; la maggior parte delle ostetriche raccomandano l'uso di un diagramma di scelta per aiutare a rilevare eventuali cambiamenti.
La sofferenza fetale o la morte possono essere confermate o escluse mediante monitoraggio fetale, ultrasonico e cardiotocografico . Se il feto è vivo ma inattivo, verrà prestata particolare attenzione alla placenta e al cordone ombelicale durante l'esame ecografico per garantire che non vi sia alcun compromesso tra la somministrazione di ossigeno e di nutrienti.
Alcuni ricercatori hanno cercato di sviluppare modelli per identificare le donne in gravidanza che potrebbero essere ad alto rischio di avere un parto prematuro.

### Definizione
Esistono un diverso numero di definizioni per MEF. Per consentire un confronto, l'Organizzazione Mondiale della Sanità raccomanda che ogni bambino nato senza segni di vita superiore o uguale a 28 settimane di gestazione completata sia classificato come una MEF. Altri usano più di qualsiasi combinazione di 16, 20, 22, 24 o 28 settimane di età gestazionale o 350 g, 400 g, 500 g o 1000 g di peso alla nascita possono essere considerati episodi di MEF.
Il termine è spesso usato in distinzione per la nascita dal vivo (il bambino è nato vivo, anche se è morto poco dopo) o aborto spontaneo (perdita precoce di gravidanza). L'aborto spontaneo è spesso usato in modo errato per descrivere la nascita di feti morti. Il termine è usato principalmente in un contesto umano, tuttavia lo stesso fenomeno può verificarsi in tutte le specie di mammiferi placentari.